# NCM2
NCM2 è la denominazione SIAU di un acciaio bassolegato trattabile termicamente. La sua denominazione UNI è 39NiCrMo3.
L'acciaio ha al suo interno una percentuale di carbonio pari a 0,39% circa: gli altri elementi di alligazione più significativi sono il nichel, il cromo e il molibdeno. L'NCM2 è il tipico acciaio da bonifica, questo processo consiste nell'effettuare una tempra sul pezzo e poi rinvenirlo ad una temperatura di circa 500 °C. La struttura ottenuta sarà quindi sorbitica, globulare omogenea molto fine; è definita anche come aggregato non lamellare di ferrite alfa e cementite non aciculare. Dopo il trattamento termico di bonifica l'acciaio ha proprietà tali da essere particolarmente indicato per le costruzioni meccaniche. Come molti acciai da bonifica può essere anche nitrurato.
Le sue proprietà sono:
- Carico unitario di rottura di circa 800-1000 N/mm2.
- Carico unitario al limite dell'elasticità di circa 700 N/mm2.
- Durezza HRC con valore intorno a 26.
- Resilienza di 65 J a -40 °C.

L'NCM2 è un acciaio con ottime proprietà meccaniche e può avere molteplici destinazioni d'uso.